# Гюнселі Башар
Гюнселі Башар (22 січня 1932 — 20 квітня 2013) — переможниця конкурсів «Міс Туреччина» і «Міс Європа».

## Біографія
Народилася 22 січня 1932 року в Діярбакирі. Її батько був військовим. Одним з її предків є Халіль Рифат-паша. У Башар румельські, черкеські та грузинські корені.
Закінчила школу Еренкеї в Стамбулі. Вивчала мистецтво скульптури в Академії мистецтв у Стамбулі. Під час навчання взяла участь у конкурсі краси, організованому газетою «Cumhuriyet», і 13 жовтня 1951 року її було присвоєно титул «Міс Туреччина».
Наступного року представляла Туреччину на конкурсі «Міс Європа», що проходив в італійському місті Неаполь. 20 серпня 1952 року Гюнселі Башар була визнана переможницею, ставши першою представницею Туреччини, яка перемогла у цьому конкурсі.
Після перемоги в конкурсі вона залишила навчання і у віці 23 років одружилася і зайнялась сімейним справами. 
У 1977 році за пропозицією власника «Hürriyet» стала вести в газеті рубрику «Günseli Oradaydı». Через рік Башар потрапила в аварію, в результаті якої серйозно постраждала. Внаслідок цього була вимушена перервати кар'єру журналістки.
Померла 20 квітня 2013 року на 82-у році життя.

## Родина
Гюнселі Башар у 1955 році одружилась з бізнесменом Мехмета Кутсі Бегдеша.
У 1959 році Башар одружилася з мером Ізміра Фаруком Тунджа. Народила дочку Аслі, також має дві онучки.